# Mohelencyrtus phenacocci
Mohelencyrtus phenacocci är en stekelart som beskrevs av Svetlana N. Myartseva 1980. Mohelencyrtus phenacocci ingår i släktet Mohelencyrtus och familjen sköldlussteklar.
Artens utbredningsområde är Turkmenistan. Inga underarter finns listade i Catalogue of Life.